# マイケル・モーパーゴ
マイケル・アンドリュー・ブリッジ・モーパーゴ卿、 OBE, FRSL, FKC（Sir Michael Andrew Bridge Morpurgo、出生名：マイケル・アンドリュー・ブリッジ　1943年10月5日 - ）は、イギリスの本の著者、詩人、劇作家、台本家であり、「戦火の馬」（1982）などの児童文学で最もよく知られる。
彼の作品は、その「魔法のストーリーテリング」、社会から外れた者の勝利や生存などの繰り返しのテーマ、キャラクターと自然との関係、コーニッシュ海岸や第一次世界大戦などの鮮やかな環境で有名である。モーパーゴは2003年から2005年にかけて3人目の児童文学桂冠詩人である。

## 若年期
モーパーゴは1943年にハートフォードシャー州セントオールバンズで、俳優のトニー・ヴァン・ブリッジと女優のキップ・カマルツ（作家で詩人のエミール・カマルツの娘であるキャサリン・ノエル・キップ・カマルツ）の第二子になるマイケル・アンドリュー・ブリッジとして生まれた。二人ともRADA卒業生である両親は、1938年に同じレパートリー会社で演技をしていたときに出会う。彼の父は労働者階級出身だが、キップは俳優、オペラ歌手、作家、詩人の家族を持つ。二人は1941年に結婚した。そのときのヴァン・ブリッジは、1939年に召集されて以来スコットランドに駐屯していたが、軍からは離れていた。モーパーゴの兄弟ピーターは1942年に生まれた。翌年、モーパーゴが生まれたとき、彼の父親はバグダッドに駐留していた。ヴァン・ブリッジが戦争で不在だった間、キッペ・カンマーツはジャック・モーパーゴ（その後、1969年から1982年までリーズ大学のアメリカ文学の教授 ）に出会う。ヴァン・ブリッジが1946年にイギリスに戻ったときには、カマルツは離婚し、同じ年にジャック・モーパーゴと結婚。彼らは正式に養子縁組されなかったが、モーパーゴと彼の兄弟は彼らの継父の名前を取った 。mモーパーゴの兄であるピーター・モーパーゴは、後にBBCのテレビプロデューサー兼監督となった。彼にはマークとケイの2人の弟がいる。モーパーゴの母親は虚弱体質で、19歳で神経衰弱に見舞われ、1941年に戦争で殺された兄ピーターのことを生涯悲しんでいた。また、彼女は亡くなるまでアルコール依存症に苦しんだ。
モーパーゴと兄弟は、幼少時にノーサンバーランドに疎開した。ロンドンに戻った後、一家はアールズコートのフィルビーチガーデンズに住み、子どもたちは爆撃跡で遊んだ 。モーパーゴはアールズコートのセントマティアスの小学校に通った。家族は後にエセックスのブラッドウェル・オン・シーに移り、そこはモーパーゴは学校の休み中に住んでいた 。彼は7歳のときにサセックスの寄宿学校に送られる。学校は非常に厳しく、少年たちは頻繁に殴打を受ける。この間にモーパーゴは吃音を発症した。寄宿学校での彼の不幸な経験は、後の小説The Butterfly Lionに影響を与えていると言える。アスハースト・ウッドのアビー・スクールで6年間過ごした後、 モーパーゴはケント州カンタベリーのインデペンデント・スクールであるキングズ・スクールに通学し、以前の学校よりもホームシックを感じなかった。
モーパーゴは19歳になるまで実父が誰であるかを知らずにいた。マイケルの母親との離婚後、ヴァン・ブリッジはカナダに移住し、彼のことを話すことはなかった。モーパーゴは、1962年のCBC版の大いなる遺産を母親と一緒にテレビで見ているときに、マグウィッチ役のヴァン・ブリッジを認識し、マイケルに「あれがあなたの父親よ！」と言うまで、父親の映像を見ることはなかった。そして9年後に二人は実際に会うことになる。
モーパーゴの継父は息子たちを応援することはなく、マイケルを「低知能な熊」と呼んで、息子たちが自分のように学界に入る期待には及ばないことに失望していた 。彼の継父は彼が軍隊に加わるように決め、モーパーゴは王立陸軍士官学校サンドハーストに通学した。彼はすぐに軍隊生活は合わないことに気づき、9ヶ月後に除隊した。
モーパーゴはその後、キングス・カレッジ・ロンドンに進み、英語、フランス語、哲学を専攻し 、 3等学位を取得し卒業した。その後、ケント州カンタベリーのウィッカムブロー小学校で教職に就いた。彼はまた1968年から、ケンブリッジのセントフェイススクールで少しの間教師をした。

## 私生活
19歳のモーパーゴは、1963年にペンギンブックスの創設者であるアレンレーン卿の長女であるクレアと結婚した 。彼らは、当時ペンギンの編集者だったモーパーゴの継父を通して、コルフ島で休暇中に前年に出会った。クレアは最初の子供を妊娠しており、モーパーゴはできちゃった結婚と呼んでいる。彼らの3人の子供、セバスチャン、ホレイショ、ロザリンドはすべてシェイクスピアのキャラクターにちなんで名付けられている。
モーパーゴは2017年に喉頭がんの診断を受け、放射線療法を受け、その後回復している。

## 都市の子どもたちのための農場
1976年、モーパーゴと妻のクレアは、都心部の子供たちに田舎の体験を提供することを主な目的として、チャリティーとして都市の子どもたちのため農場を設立した 。このプログラムでは、子供たちが田舎の農場で1週間過ごし、その間、目的のある農場の仕事に参加する 。この慈善団体の初代会長は、夫婦の親友であり隣人であるテッド・ヒューズだった。
設立以来、約85,000人の子供たちがこの計画に参加しており、チャリティーは現在、ウェールズ、デボン、グロスターシャーに3つの農場を持っている。モーパーゴは、慈善団体を人生で最大の功績と呼んでいる。

## キャリア

### 教職から小説を書くまで
モーパーゴが天職を発見したのはケントで教えていたときだった。後に「彼らの内にマジックが存在することに、そして私の内にもそれがあることに気づいた」と発言している。
モーパーゴの執筆キャリアは、テッド・ヒューズ『詩の生まれるとき』、ポール・ギャリコの『白雁』とアーネスト・ヘミングウェイ『老人と海』に触発されてはじまった。ヒューズともうひとりの詩人、シーン・ラフェルティは彼のキャリアに大きな影響を与え、ヒューズは友人、助言者、そして隣人になった。モーパーゴはヒューズとラファティーが、これまでで最も成功した作品である「戦火の馬」を書く自信を与えたことを認めている。

### 児童文学桂冠詩人
モーパーゴと当時の桂冠詩人であるヒューズは、児童文学桂冠詩人（Children's laureate）の役割のアイデアを生み出した。モーパーゴは３人目として、2003年から2005年まで2年間の役職に就いた。
- It Never Rained: Five Stories (1974)
- Living Poets (compiler with Clifford Simmons) (1974)
- Long Way from Home (1975)
- Thatcher Jones (1975)
- The Story-Teller (compiler with Graham Barrett) (1976)
- Friend or Foe (1977)
- Do All You Dare (1978)
- What Shall We Do with It? (1978)
- All Around the Year (with Ted Hughes) (1979)
- Love at First Sight (1979)
- That's How (1979)
- The Day I Took the Bull By the Horn (1979)
- The Ghost-Fish (1979)
- The Marble Crusher and Other Stories (1980)
- The Nine Lives of Montezuma (1980)
- Miss Wirtle's Revenge (1981)
- The White Horse of Zennor: And Other Stories from below the Eagle's Nest (1982)
- War Horse (1982)
- Little Foxes (1984)
- Why the Whales Came (1985)
- Words of Songs (libretto, music by Phyllis Tate) (1985)
- Tom's Sausage Lion (1986)
- Conker (1987)
- Jo-Jo, the Melon Donkey (1987)
- King of the Cloud Forests (1988)
- Mossop's Last Chance (with Shoo Rayner) (1988)
- My Friend Walter (1988)
- Albertine, Goose Queen (with Shoo Rayner) (1989)
- Twist of Gold (1989)
- Mr. Nobody's Eyes (1989)
- Jigger's Day Off (with Shoo Rayner) (1990)
- Waiting for Anya (1990)
- And Pigs Might Fly! (with Shoo Rayner) (1991)
- Colly's Barn (1991)
- The Sandman and the Turtles (1991)
- Martians at Mudpuddle Farm (with Shoo Rayner) (1992)
- The King in the Forest (1993)
- The War of Jenkins' Ear (1993)
- Arthur, High King of Britain (1994)
- Snakes and Ladders (1994)
- The Dancing Bear (1994)
- Blodin the Beast (1995)
- Mum's the Word (with Shoo Rayner) (1995)
- Stories from Mudpuddle Farm (with Shoo Rayner) (1995)
- The Wreck of the Zanzibar (1995)
- Robin of Sherwood (1996)
- Sam's Duck (1996)
- The Butterfly Lion (1996)
- The Ghost of Grania O'Malley (1996)
- The Extraordinary Witch House (1996)
- Farm Boy (1997)
- Cockadoodle-doo, Mr Sultana! (1998)
- Escape from Shangri-La (1998)
- Joan of Arc (1998)
- Red Eyes at Night (1998)
- Wartman (1998)
- ケンスケの王国（英語版） (1999)
- The Rainbow Bear (1999)
- Wombat Goes Walkabout (1999)
- Billy the Kid (2000)
- Black Queen (2000)
- Dear Olly (2000)
- From Hereabout Hill (2000)
- The Silver Swan (2000)
- Who's a Big Bully Then? (2000)
- More Muck and Magic (2001)
- Out of the Ashes (2001)
- Toro! Toro! (2001)
- Cool! (2002)
- Mr. Skip (2002)
- The Last Wolf  (2002)
- The Sleeping Sword (2002)
- Gentle Giant (2003)
- Private Peaceful (2003)
- Dolphin Boy (2004)
- Sir Gawain and the Green Knight (2004)[33]
- The Orchard Book of Aesop's Fables (2004), illustrated by Emma Chichester Clark[34]
- I Believe in Unicorns (2005)
- The Amazing Story of Adolphus Tips (2005)
- War: Stories of Conflict (compiler) (2005)[35]
- Albatross (2006)
- It's a Dog's Life (2006)
- Alone on a Wide, Wide Sea (2006)
- Beowulf (2006), illustrated by Michael Foreman
- Born to Run (2007)
- The Mozart Question (2007)
- Hansel and Gretel (2008)
- This Morning I Met a Whale (2008)
- Kaspar: Prince of Cats (2008)
- The Voices of Children (2008) (play)
- The Birthday Book (editor, with Quentin Blake) (2008)
- Running Wild (2009)[36]
- The Kites Are Flying! (2009)[37]
- An Elephant in the Garden (2010)
- Not Bad for a Bad Lad (2010)[38]
- Shadow (2010)[39]
- Little Manfred (2011)[40]
- The Pied Piper of Hamelin (2011)[41]
- Sparrow: The True Story of Joan of Arc (2012)[42]
- Outlaw: The Story of Robin Hood (2012)[43]
- Homecoming (2012)[44]
- Where My Wellies Take Me (with Clare Morpurgo) (2012)[45]
- A Medal For Leroy (2012)[46]
- Beauty and the Beast  (2013)[46]
- Pinocchio By Pinocchio  (2013)[46]
- The Goose is Getting Fat (2013)[47]
- All I Said Was (2014)[48]
- Half a Man (2014)[49]
- Listen to the Moon (2014)[50]
- Mini Kid (2014)[51]
- Such Stuff: A Story-Maker's Inspiration (2016)[52]
- The Fox and the Ghost King (The Timeless Tale of an Impossible Dream) (2016)[53]
- An Eagle in the Snow (2016)[54]
- Flamingo Boy (2018)[55]
- In The Mouth of the Wolf (2018)[56]
- The Day the World Stopped Turning (2019)[57]
- Boy Giant: Son of Gulliver

### 脚色作品
ジェントル・ジャイアントは、2006年にロイヤルオペラハウスで作曲家のスティーブン・マクネフと台本家のマイク・ケニーによってオペラとして発表された。映画版として、 Friend or Foe （1981）、 兵士ピースフル（2012）、 Why the Whales Came （1989）が制作されており、後者は舞台化もされた。My Friend Walter （1988）「PurplePenguins」（2000）とOut of the Ashes （2001）はテレビ化された。
作曲家のスティーブン・バーロウは、妻のジョアンナ・ラムレイがナレーションを付けたミュージカル『レインボー・ベア』を制作。その後、2010年8月に英国の国立青年バレエ団によってバレエとして発表された。
戦火の馬は、2007年10月17日にロンドンの国立劇場にて、ニックスタフォードによるラジオ放送および舞台劇として初演。馬は、南アフリカのHandspring Puppet Companyによって設計および製造された等身大の馬人形によって演じられた。2007年に2つのオリヴィエ賞を受賞。当初は16週間の公演を予定していたが、人気のため、2009年3月28日にショーはウェストエンドのニューロンドンシアターに移された。ロンドンでは270万人、当時は世界中で700万人に見られ、8年後にウェストエンドで終演。これは、これまでで最も成功した国立劇場の製作になった。
2011年3月15日、このショーはブロードウェイのビビアン・ボーモント・シアターで初演。この劇のブロードウェイ作品は、ベストプレイを含む5つのトニー賞を受賞。いくつか英国ツアーが開催され、オーストラリア、カナダ、中国、ドイツ、オランダでも上演された 。英国外の700万人が観劇したことになる。
2011年、『戦火の馬』は、リーホールとリチャード・カーティスの脚色によって、スティーヴン・スピルバーグ監督のイギリス映画となったこの映画は、6つのアカデミー賞と5つのBAFTA賞を含む多数の英国アカデミー賞にノミネートされた。
『アーニャは、きっと来る』は、2020年に同名で映画化された。

### 受容と影響
「読書問題」のウェブサイトでは、モーパーゴの1999年の『ケンスケの王国』について、「静かな語り口の物語だが、ドラマと感情が詰め込まれている」と評している。ガーディアンは、2003年の年長の子供向け小説である『Private Peaceful』を、「人間味のある人道的な作品」と評した。

### 文学賞
最終選考に残った作品
- 1991年カーネギー賞：アーニャは、きっと来る
- 1995年カーネギー賞：アーサー、英国の高王
- 1996年カーネギー賞：ザンジバルの難破船
- 2002 WH Smith Award for Children'sLiterature： Out of the Ashes
- 2003ブルーピーターブックアワード：私が置くことができなかった本：かっこいい！
- 2003年カーネギー賞：プライベートピースフル
- 2004ホイットブレッド児童書賞：プライベートピースフル
- 2012年本のBippo賞
- 2010 Deutscher Jugendliteraturpreis （ドイツの青少年文学賞） ： Warten auf Anya （ Waiting for Anya ）
- 2014コスタチルドレンズブックアワード：月に耳を傾ける

受賞
- 1993年ソルシエール賞（フランス）：雲の森の王
- 1995年ホイットブレッド児童書賞：ザンジバルの難破船
- 1996年ネスレスマーティーズブック賞（金賞）：バタフライライオン
- 1999ソルシエール賞（フランス）：ウォンバットがウォークアバウトに行く
- 2000年レッドハウス児童書賞：ケンスケの王国[69]
- 2001年ソルシエール賞（フランス）：ケンスケの王国
- 2002ネスレスマーティーズブックプライズ（ブロンズアワード）：最後のオオカミ
- 2004年レッドハウス児童書賞：プライベートピースフル
- 2005ブルーピーターブックオブザイヤーアワード：プライベートピースフル
- 2005ハンプシャーブックアワード：プライベートピースフル
- 2008カリフォルニアヤングリーダーメダル：プライベートピースフル[70]
- 2011年レッドハウス児童書賞：影
- 2017レッドハウス児童書賞：雪の中の鷲

## 政治的意見
2014年1月の記事で、モーパーゴは次のように述べています。「第一次世界大戦の100年後を過ぎるのを迎えて、死者に敬意を払うべきである。確かにそして感謝して。しかし決して美化すべきではない……今後4年間、毎年11月に、赤いポピーと白いポピーを一緒に着て、亡くなった人々を称えることで、信頼を保ち、この世界を自由と平和が共に支配できる場所にしてください。」 
2014年8月、モーパーゴは『ガーディアン』紙宛ての書簡に署名した200人の公人の一人として、スコットランドの独立に反対し、スコットランドが9月の国民投票でイギリスの一部であり続けることを望むと表明した。
2015年の総選挙の前は、彼は緑の党のキャロライン・ルーカスの議会立候補を支持した数人の有名人の1人だった。
2016年に、彼は政府がグラマー・スクールを分裂的で「非常に愚か」として拡張する計画を非難した。
2016年の英国欧州連合加盟国民投票の準備段階で、モーパーゴはBBCとのインタビューで欧州連合への支持を表明し 、 2018年8月5日10分間のBBCラジオ4 「視点」でこれを強化した。

## 名誉と任命
モーパーゴと彼の妻クレアは、 1999年の誕生日の栄誉で、若者への奉仕のために大英帝国勲章（MBE）のメンバーに任命。彼は、文学への奉仕のために2006年の誕生日の栄誉で大英帝国勲章（OBE）の役員に昇進し、文学と慈善への奉仕のために2018年の新年の栄誉でナイトバチェラーになった。
モーパーゴは、2013年7月17日にビショップグロースツテステ大学で名誉博士号を授与され、2017年7月12日にニューカッスル大学から文学博士（D.Litt）の名誉学位を授与された。
モーパーゴは2015年4月10日にデボンの副知事に任命された。

## ラジオおよびテレビ放送
- 子供の頃の発明（2006）（ヒュー・カニングハムと）、 BBCラジオ4 [80]
- 子供たちを解放する：2011年のリチャードディンブルビーレクチャー。BBC One 、2011年2月15日[81]
- 「広い広い海で一人で」： BBCラジオ2 、2017年8月7〜10日

## 伝記
- キャリー、ジョアンナ（1999）。マイケル・モーパーゴへのインタビュー。ISBN 978-0-7497-3866-2
- ファーガソン、マギー（2012）。マイケル・モーパーゴ：戦火の馬から戦火の馬。ISBN 9780007387267
- フォックス、ジェフ（2004）。親愛なるモーパーゴ氏：マイケル・モーパーゴの世界の内部。ISBN 978-1-84046-607-2
- マッカーシー、ショーン（2005）。マイケル・モーパーゴ。ISBN 978-0-431-17995-7